# Kočka černonohá
Kočka černonohá (Felis nigripes) je spolu s kočkou cejlonskou nejmenší divoká kočkovitá šelma. Žije v jižní Africe.

## Vzhled
- Hmotnost: 1–2,4 kg (průměr samic 1,3 kg, samců 1,9 kg)[2]
- Délka těla: 33–50 cm + 15–20 cm ocas
- Výška: 25 cm

Srst je žlutohnědá, s tmavší kresbou, která připomíná kresbu levharta. Na tlapkách a mezi prsty jí vyrůstají dlouhé černé chlupy, které ji chrání před spálením se o horký písek. Tlapky jsou černé. Odstín srsti se může u různých jedinců lišit, poddruh F. n. thomasi je tmavší. Kocouři jsou větší než samice.

## Rozšíření
Kočka černonohá žije pouze v jižní Africe, zvláště v Jihoafrické republice, Botswaně a Namibii. Přítomnost v Angole, Lesothu, Zimbabwe a Svazijsku je nejistá. V severní části areálu je rozšířen její světlejší poddruh, F. n. nigripes, v jižní části naopak nalezneme tmavší varianty.

## Stanoviště
Kočka černonohá obývá pouště, polopouště a savany jižní Afriky, nejrozšířenější je na území Kalahari. Nežije nicméně v úplně nejsušších a nejpísčitějších částech pouští.

## Biologie

Kočka černonohá, zoo Wuppertal

O chování koček černonohých toho příliš nevíme, ale pravděpodobně jsou samotáři, jako většina kočkovitých šelem.
Páří se v srpnu a září, po dvou měsících se v podzemním doupěti rodí pouze 1 nebo 2 koťata. Matka je často přenáší z místa na místo. Koťata rychle rostou a už v šesti týdnech věku jsou odstavená a mohou sama lovit. Pohlavně dospívají ve 20 měsících a mohou se dožít až 15 let.
Kočky černonohé mají striktně noční, případně soumračnou aktivitu. Přes den se skrývají v doupatech pod kameny, v opuštěných králičích norách nebo v termitištích - to jim vysloužilo místní pojmenování Anthill tiger, tedy tygr z termitiště.
Jsou to oportunističtí predátoři, loví bezobratlé, hlodavce, jako zemní veverky a pískomily, malé ještěry, ptáky, vybírají hnízda a nepohrdnou mršinou. Velký samec dokáže ulovit afrického zajíce, který váží tolik, jako kočka samotná. Byly popsány případy, kdy kočka zaútočila na ovci. Domorodci věří, že kočka černonohá dokáže zabít žirafu.
Každou noc dokáže zkonzumovat množství potravy, které odpovídá 1/5 její váhy. Úspěšnost lovu dosahuje cca 60 %, což z ní činí zřejmě nejefektivnější lovkyni mezi kočkovitými. Je dobře přizpůsobena životu v poušti, podobně jako kočka pouštní nemusí pít, ale veškerou vodu získává z ulovené kořisti.
Kocouři jsou známí pro svoje hlasité hlasové projevy, jejich volání bývá přirovnáváno k řevu velkých koček.

## Početní stavy, hrozby
Jedná se o zranitelný druh, jehož populace ve volné přírodě se odhaduje na 9 707 dospělých jedinců (stav k roku 2016). Na většině území svého rozšíření je kočka černonohá chráněná. Americkým vědcům se podařilo odchovat kotě v laboratorních podmínkách pomocí umělého oplodnění (embryo odnosila kočka domácí). Šlo zřejmě o první „kočku ze zkumavky“ vůbec.
Nejsou loveny. Mohou být ohroženy nástrahami pro hubení šakalů, jako jsou jedovaté návnady a pasti. Trávení sarančí často otráví i kočky, které se živí i sarančaty. Kvůli nadměrnému spásání vegetace dobytkem ztrácí svoje přirozené prostředí.
V přírodě mají mnoho přirozených nepřátel, jako jsou jedovatí hadi, šakali, draví ptáci a sovy.